# Nestor de Holanda
Nestor de Holanda Cavalcanti Neto mais conhecido Nestor de Holanda (Vitória de Santo Antão, Pernambuco, 1 de dezembro de 1921 — Rio de Janeiro, 14 de novembro de 1970), foi um jornalista e escritor brasileiro.

## Vida
Começou sua carreira ainda jovem, em Pernambuco e mudou-se para o Rio de Janeiro em 1941. Foi redator de A Cena Muda, Revista da Semana, Brasilidade, Vida, Deca, e das rádios Vera Cruz, Transmissora e Educadora.
Durante a Segunda Guerra Mundial, foi convocado, tendo servido no Exército. Nestor de Holanda morreu de um infarto, antes de completar 49 anos de idade, deixando dois filhos, (o compositor Nestor de Hollanda Cavalcanti), e Maria Marta Britt.

## Realizações
Jornalista e escritor, tendo trabalhado em diversos jornais, rádios e televisões brasileiras.
Pernambuco:
tendo trabalhado na Gazeta do Recife, Jornal Pequeno, Jornal do Comércio e Diário da Manhã.
É dessa época, a comédia-histórica Nassau, transmitida pela Rádio Clube de Pernambuco em 19??.
Trabalhou também como compositor e letrista de música popular, em parceria com Levino Ferreira, Ernani Reis, Nelson Ferreira, Ismael Netto e João Valença.
No Rio de Janeiro foi redator de A Cena Muda, Revista da Semana, Brasilidade, Vida, Deca, e das rádios Vera Cruz, Transmissora e Educadora.
Após a Guerra, trabalhou nos jornais: Folha Carioca, Democracia, O Imparcial, A Noite, Folha do Rio, Shopping News, Diário Carioca, Última Hora e Diário de Notícias;
nas revistas: Manchete, A Noite Ilustrada, Carioca.
nas estações de Rádio: Clube Fluminense, Cruzeiro do Sul, Clube do Brasil, Globo, Nacional e Ministério da Educação e Cultura (Rádio MEC).
nas emissoras de televisão: Continental, Excelsior, Rio.

## Obras

### Romances
- Tota Beleza, Inédito, 1956
- Sossêgo, Rua da Revolução, Irmãos Pongetti Editores, Rio de Janeiro, 1961
- Jangadeiros, Editora Letras e Artes, Rio de Janeiro, 1964

### Crônicas
- Ah! Saudade Engraçada!, Prêmio Orlando Dantas do Diário de Notícias, Livraria São José, Rio de Janeiro, 1962
- Gente Engraçada, Edições de Ouro, Rio de Janeiro, 1962
- Estórias de Bom Humor (Cariocas), Editora Letras e Artes, Rio de Janeiro, 1965
- Telhado de Vidro Volume I,  Bradil, Rio de Janeiro, 1967
- Telhado de Vidro Volume II, Bradil, Rio de Janeiro, 1967

### Teatro
- Um Homem Mau, Editora Brasilidade, Rio de Janeiro, 1943.
- A Bruxa, Irmãos Pongetti Editores, Rio de Janeiro, 1962

### Humorismo
- Anedotas do Rádio, Editora Revista do Rádio (1ª edição), Rio de Janeiro, 1951; Editora Gertum Carneiro (2ª edição), Rio de Janeiro, 1955
- A Ignorância ao Alcance de Todos, Editora Letras e Artes, Rio de Janeiro, 1ª edição em 1963, 2ª, 3ª, 4ª e 5ª em 1964 e 6ª edição em 1965.
- O Puxa-Saquismo ao Alcance de todos, Editora Lêtras e Artes, Rio de Janeiro, 1ª edição em 1963, 2ª em 1964 e 3ª em 1965
- Seja Você um Canibal, Editora Letras e Artes, Rio de Janeiro, 1964
- O Decúbito da Mulher Morta, Editora Conquista, Rio de Janeiro, 1970

### Poemas
- Fontes Luminosas, Editora Geração, Recife, 1939 (obra de juventude)
- Passos Vadios, Trabalho inédito e incompleto, 1953 -?

### Reportagens
- O Mundo Vermelho, Irmãos Pongetti Editores, Rio de Janeiro, 1ª edição em 1961, 2ª em 1962 e 3ª em 1963
- Itinerário da Paisagem Carioca, Editora Letras e Artes, 1965

### Entrevistas
- Diálogo Brasil-URSS, Editora Civilização Brasileira, Rio de Janeiro, 1ª edição em 1960 e 2ª edição em 1962

### Ensaios
- Como Seria o Brasil Socialista?, Nº 8 da coleção "Cadernos do Povo Brasileiro"; Editora Civilização Brasileira, Rio de Janeiro, 1963

### Memórias
- Memórias do Café Nice (Subterrâneos da Música Popular e da Vida Boêmia do Rio de Janeiro), Editora Conquista, Rio de Janeiro, 1ª edição em 1969; 2ª e edição em 1970; 3ª edição em preparação

### Adaptação
- A Ilíada, de Homero, para a juventude., Edições de Ouro, Rio de Janeiro, 1970